# George Hilton
George Hilton, geboren als Jorge Hill Acosta y Lara (Montevideo, 16 juli 1934 - Rome, 28 juli 2019) was een Brits acteur, die geboren is in Uruguay.

## Levensloop en carrière
Hilton begon zijn filmcarrière in 1958 in een Argentijnse dramafilm. In de jaren 60 speelde hij vooral in spaghettiwesterns naast onder meer Gilbert Roland en Ernest Borgnine. Vanaf de jaren 70 speelde hij vaker in films van het genre commedia sexy all'italiana, avontuurlijke erotische films naast onder meer Edwige Fenech en Sirpa Lane.